# Ray Lumpp
Raymond George Lumpp (Nova Iorque, 11 de julho de 1923 – Mineola, 16 de janeiro de 2015) foi um dirigente esportivo e basquetebolista profissional estadunidense. Integrou a Seleção Estadunidense na conquista da medalha de ouro disputada nos Jogos Olímpicos de 1948, realizados em Londres no Reino Unido.

## Biografia
Ray Lumpp nasceu no Brooklyn e cresceu no Queens, serviu na Segunda Guerra Mundial e também foi uma estrela em ascensão jogando pela Universidade de Nova Iorque no final dos anos 40. Foi selecionado no Draft de 1948 da BAA pelo Indianapolis Jets na 54ª escolha, mas logo foi para o New York Knicks onde ficou até 1953, então transferindo-se para o Baltimore Bullets onde jogou o restante da temporada. Após aposentar-se, Lumpp tornou-se diretor do New York Athletic Club por quase 50 anos e em sua homenagem o clube gravou seu nome na quadra.
Em 2012 Ray Lumpp retornou a Londres como membro de honra da delegação olímpica dos Estados Unidos a pedido de Mike Krzyzewski treinador da Seleção Estadunidense de Basquetebol Masculino.
Em 2015 então com 91 anos, Lumpp faleceu devido a complicações de um quadro de Pneumonia no Winthrop-University Hospital.

## Estatísticas na NBA
| Temporada | Franquia          | PR | MP   | %CP  | %LL   | RT  | AT  | FP  | Pts |
| --------- | ----------------- | -- | ---- | ---- | ----- | --- | --- | --- | --- |
| 1948–1949 | Indianapolis Jets | 37 |      | .331 | .754  |     | 124 | 99  | 453 |
| 1948–1949 | New York Knicks   | 24 |      | .376 | .804  |     | 34  | 74  | 324 |
| 1949–1950 | New York Knicks   | 58 |      | .322 | .796  |     | 90  | 117 | 268 |
| 1950–1951 | New York Knicks   | 64 | 1317 | .404 | .775  | 125 | 115 | 160 | 430 |
| 1951–1952 | New York Knicks   | 62 | 1422 | .387 | .756  | 125 | 123 | 165 | 458 |
| 1952–1953 | New York Knicks   | 6  | 99   | .267 | 1.000 | 22  | 15  | 17  | 28  |
| 1952–1953 | Baltimore Bullets | 49 | 1323 | .378 | .727  | 119 | 153 | 161 | 501 |